# Liste türkischer Auslandsvertretungen

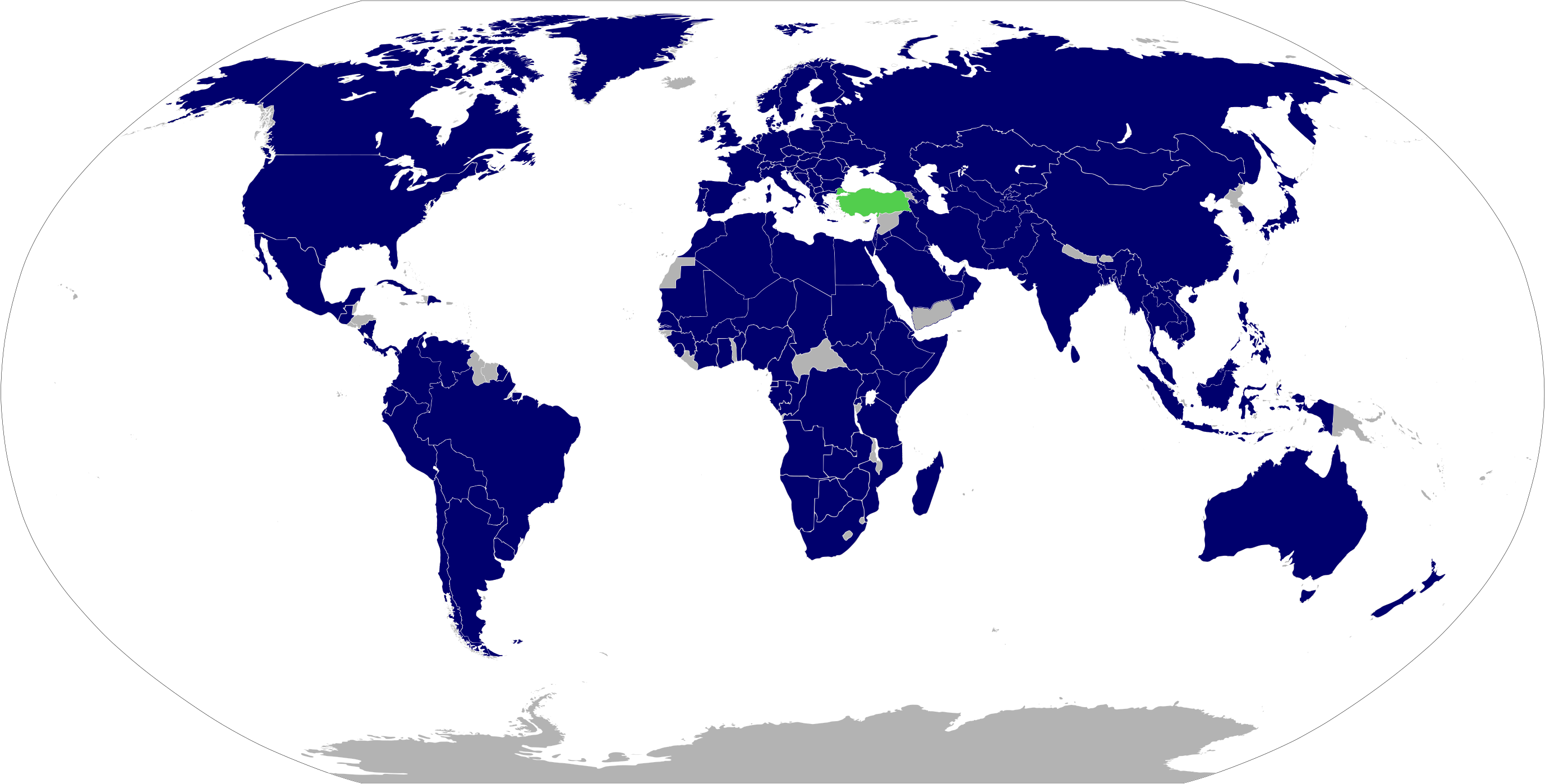
Ländern, in denen die Türkei Auslandsvertretungen betreibt

Die Republik Türkei verfügt über ein ausgedehntes Netzwerk von Auslandsvertretungen.
Weltweit gibt es 145 Botschaften, 93 Generalkonsulate und 12 Ständige Vertretungen. Die Türkei hat seit 2015 zahlreiche neue Auslandsvertretungen errichtet und war 2024 das Land mit den drittmeisten Auslandsvertretungen hinter der Volksrepublik China und den USA.
Durch die Zunahme der multilateralen Beziehungen wurden die Ständigen Vertretungen bei internationalen Organisationen immer wichtiger. Diesen steht ebenfalls ein Botschafter vor. Allerdings können dort keine konsularischen Dienste geleistet werden, es wird lediglich das Interesse der Republik vertreten.
Folgende Liste gibt Auskunft über alle Auslandsvertretungen.

## Afrika
- Ägypten
  - Kairo (Botschaft)
  - Alexandria (Generalkonsulat)
- Äquatorialguinea
  - Malabo (Botschaft)
- Algerien
  - Algier (Botschaft)
  - Oran (Generalkonsulat)
- Angola
  - Luanda (Botschaft)
- Äthiopien
  - Addis Abeba (Botschaft)
- Benin
  - Cotonou (Botschaft)
- Botswana
  - Gaborone  (Botschaft)
- Burkina Faso
  - Ouagadougou (Botschaft)
- Burundi
  - Bujumbura (Botschaft)
- Demokratische Republik Kongo
  - Kinshasa (Botschaft)
- Dschibuti
  - Dschibuti-Stadt (Botschaft)
- Gabun
  - Libreville (Botschaft – Amtsbezirk: Gabun und São Tomé und Príncipe)
- Gambia
  - Banjul (Botschaft)
- Ghana
  - Accra (Botschaft – Amtsbezirk Ghana und  Liberia siehe Türkische Botschaft Accra)
- Guinea
  - Conakry (Botschaft)
- Guinea-Bissau
  - Bissau (Botschaft)
- Elfenbeinküste
  - Abidjan (Botschaft siehe Türkische Botschaft Abidjan)
- Eritrea
  - Asmara (Botschaft)
- Kamerun
  - Yaoundé (Botschaft – Amtsbezirk Kamerun und Zentralafrikanische Republik)
- Kenia
  - Nairobi (Botschaft – Amtsbezirk: Kenia und Seychellen)
- Republik Kongo
  - Brazzaville (Botschaft)
- Libyen
  - Tripolis (Botschaft)
  - Misrata (Generalkonsulat)
- Madagaskar
  - Antananarivo (Botschaft – Amtsbezirk Madagaskar, Mauritius und Komoren)
- Mali
  - Bamako (Botschaft, siehe Türkische Botschaft Bamako)
- Marokko
  - Rabat (Botschaft)
- Mauretanien
  - Nouakchott (Botschaft)
- Mosambik
  - Maputo (Botschaft)
- Namibia
  - Windhoek (Botschaft)
- Nigeria
  - Abuja (Botschaft, siehe Türkische Botschaft Abuja)
- Ruanda
  - Kigali (Botschaft)
- Sambia
  - Lusaka (Botschaft – Amtsbezirk: Sambia und Malawi)
- Senegal
  - Dakar (Botschaft)
- Sierra Leone
  - Freetown (Botschaft)
- Simbabwe
  - Harare (Botschaft)
- Somalia
  - Mogadischu (Botschaft)
  - Hargeysa (Generalkonsulat)
- Sudan
  - Khartum (Botschaft)
- Südafrika
  - Pretoria (Botschaft – Amtsbezirk: Südafrika, Eswatini und Lesotho)
  - Kapstadt (Generalkonsulat)
- Südsudan
  - Juba (Botschaft)
- Tansania
  - Daressalam (Botschaft)
- Togo
  - Lomé (Botschaft)
- Tschad
  - N’Djamena (Botschaft)
- Tunesien
  - Tunis (Botschaft)
- Uganda
  - Kampala (Botschaft)

## Amerika
- Argentinien

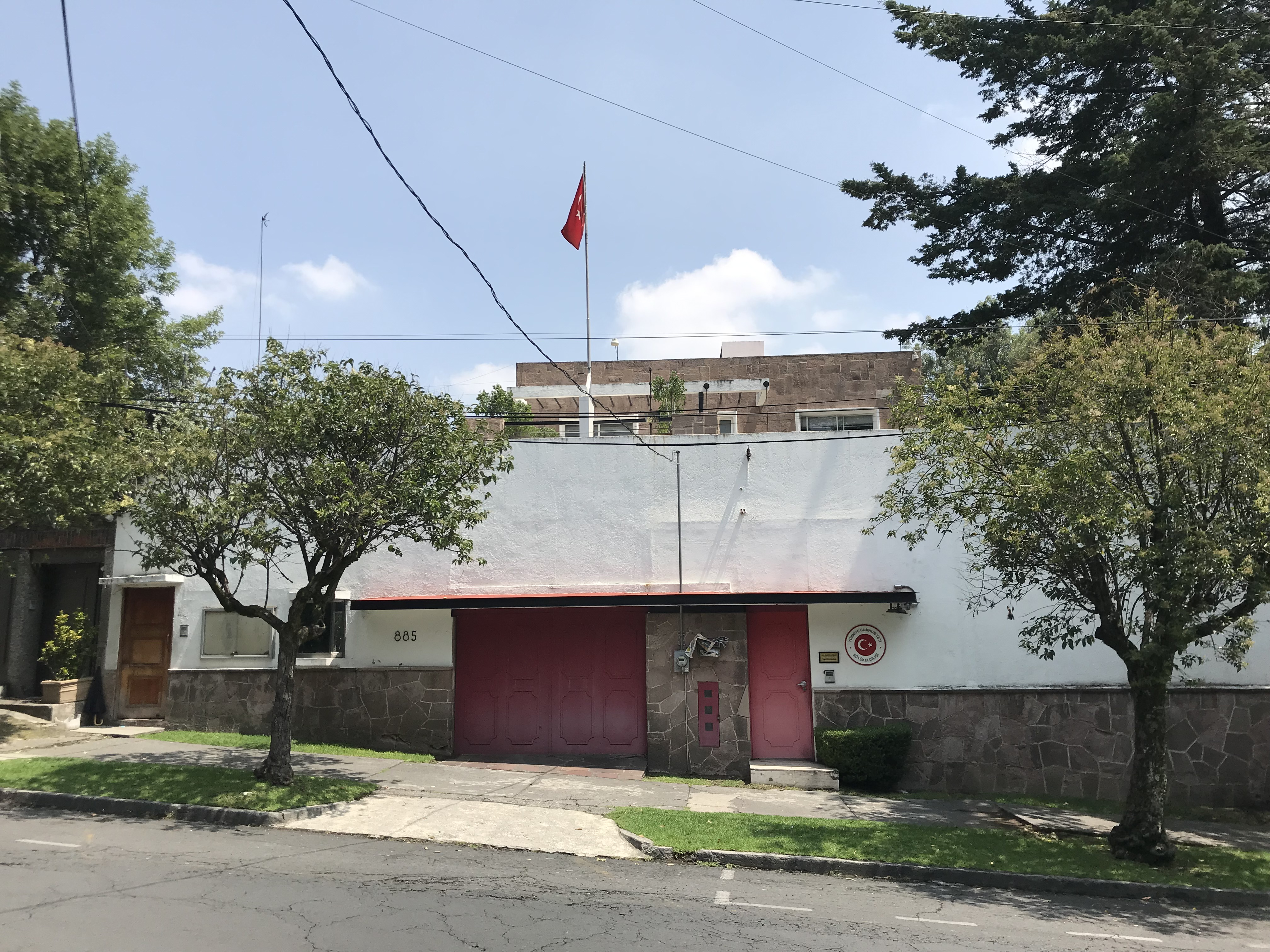
Botschaft der Republik Türkei in Mexiko-Stadt

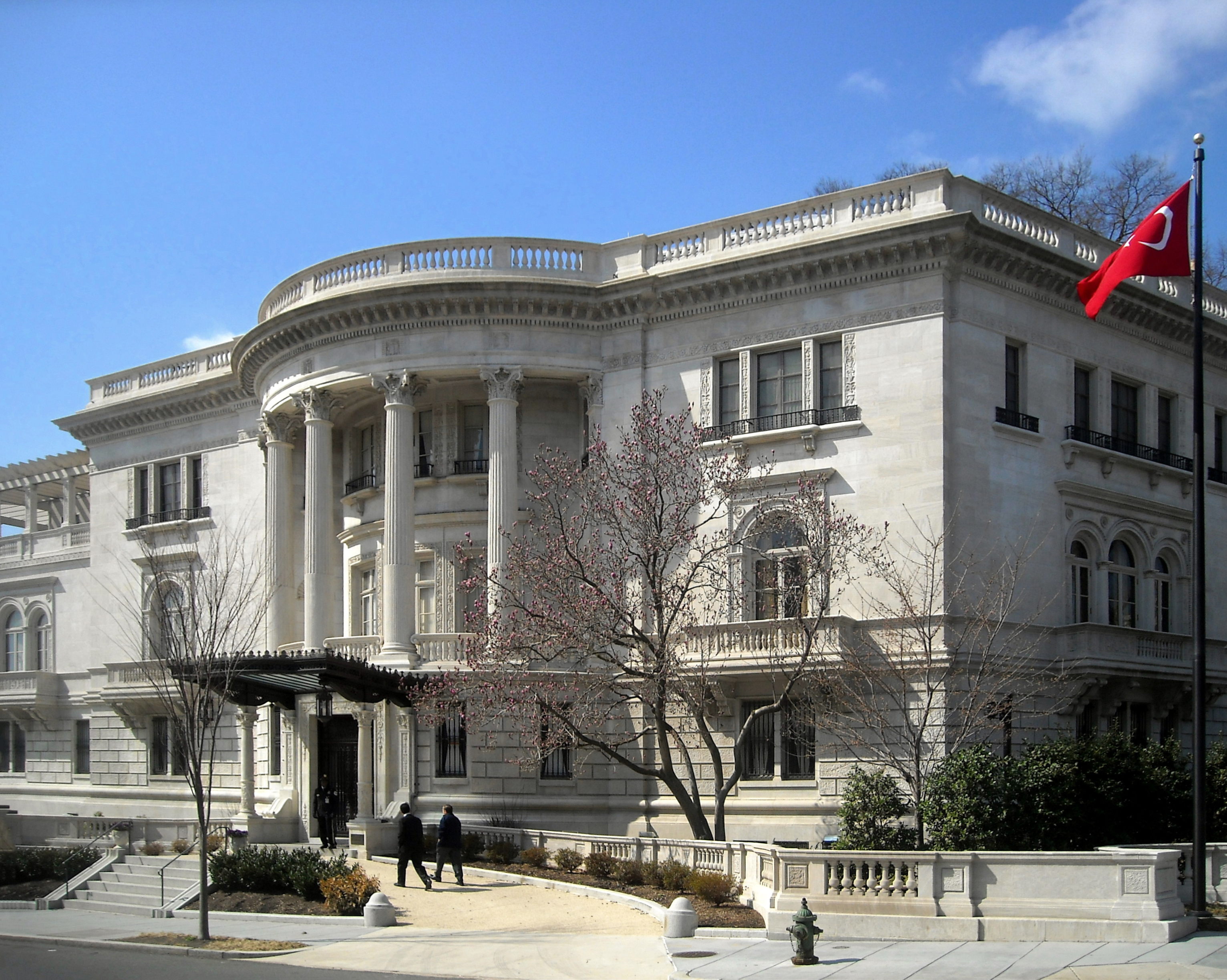
Residenz des Botschafters der Republik Türkei in Washington, D.C.

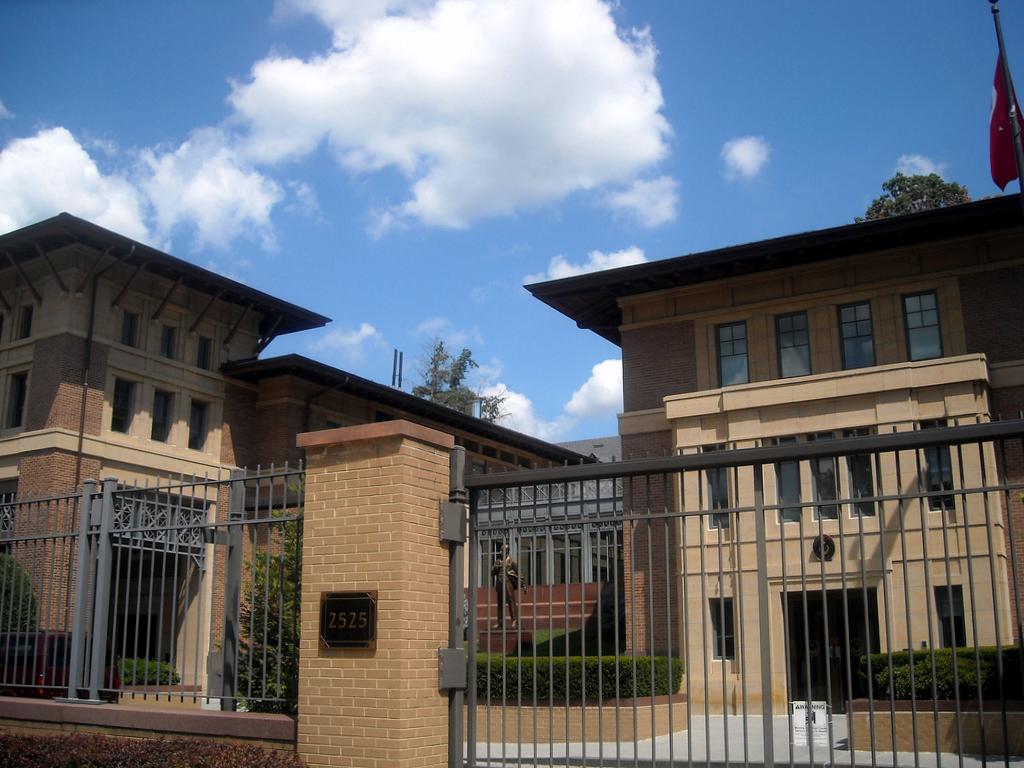
Botschaft der Republik Türkei in Washington, D.C.

  - Buenos Aires (Botschaft, siehe Türkische Botschaft Buenos Aires)
- Bolivien
  - La Paz (Botschaft)
- Brasilien
  - Brasília (Botschaft)
  - São Paulo (Generalkonsulat)
- Chile
  - Santiago de Chile (Botschaft)
- Costa Rica
  - San José (Botschaft – Amtsbezirk: Costa Rica und Nicaragua)
- Dominikanische Republik
  - Santo Domingo (Botschaft)
- Ecuador
  - Quito (Botschaft)
- El Salvador
  - San Salvador (Botschaft)
- Guatemala
  - Guatemala-Stadt (Botschaft – Amtsbezirk: Guatemala, Belize und Honduras)
- Kanada
  - Ottawa (Botschaft)
  - Toronto (Generalkonsulat)
  - Montreal (Generalkonsulat)
  - Vancouver (Generalkonsulat)
- Kolumbien
  - Bogotá (Botschaft)
- Kuba
  - Havanna (Botschaft – Amtsbezirk: Kuba, Bahamas und Jamaika)
- Mexiko
  - Mexiko-Stadt (Botschaft)
- Panama
  - Panama-Stadt (Botschaft)
- Paraguay
  - Asunción (Botschaft)
- Peru
  - Lima (Botschaft)
- Trinidad und Tobago
  - Port of Spain (Botschaft – Amtsbezirk: Trinidad und Tobago, Barbados, Grenada, St. Vincent und die Grenadinen und Suriname)
- Venezuela
  - Caracas (Botschaft – Amtsbezirk Venezuela und Niederländische Antillen)
- Uruguay
  - Montevideo (Botschaft)
- Vereinigte Staaten (Botschaft, siehe Türkische Botschaft Washington, D.C.)
  - Washington, D.C. (Botschaft)
  - Boston (Generalkonsulat)
  - Chicago (Generalkonsulat)
  - Houston (Generalkonsulat)
  - Los Angeles (Generalkonsulat)
  - Miami (Generalkonsulat)
  - New York (Generalkonsulat)

## Asien
- Afghanistan
  - Kabul (Botschaft)
  - Herat (Generalkonsulat)

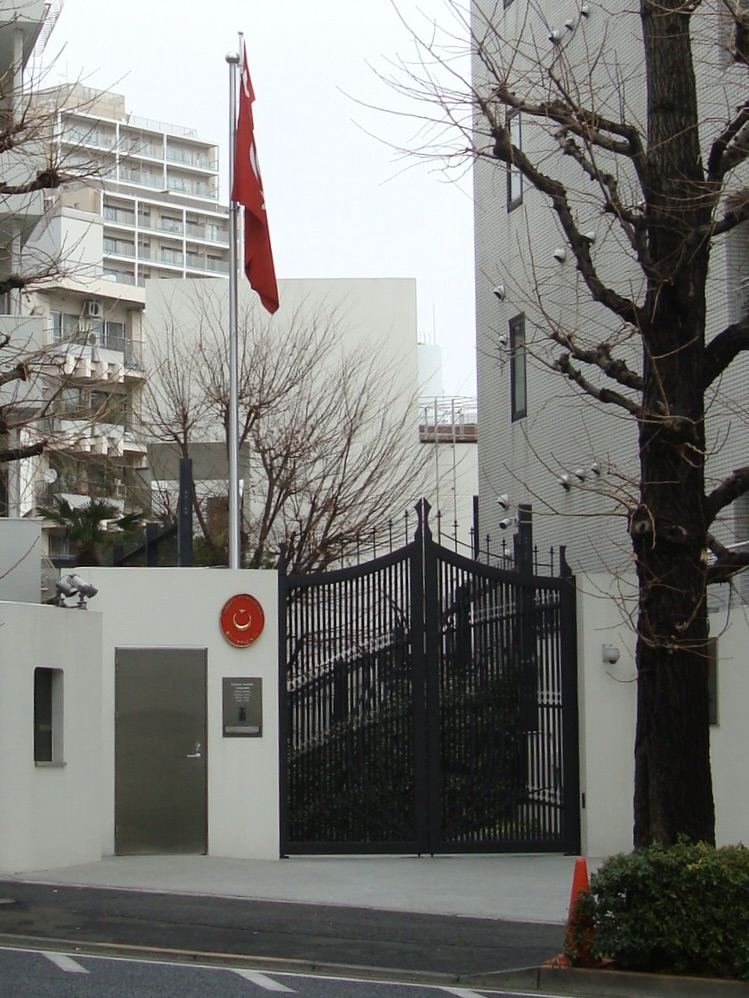
Botschaft der Republik Türkei in Tokio

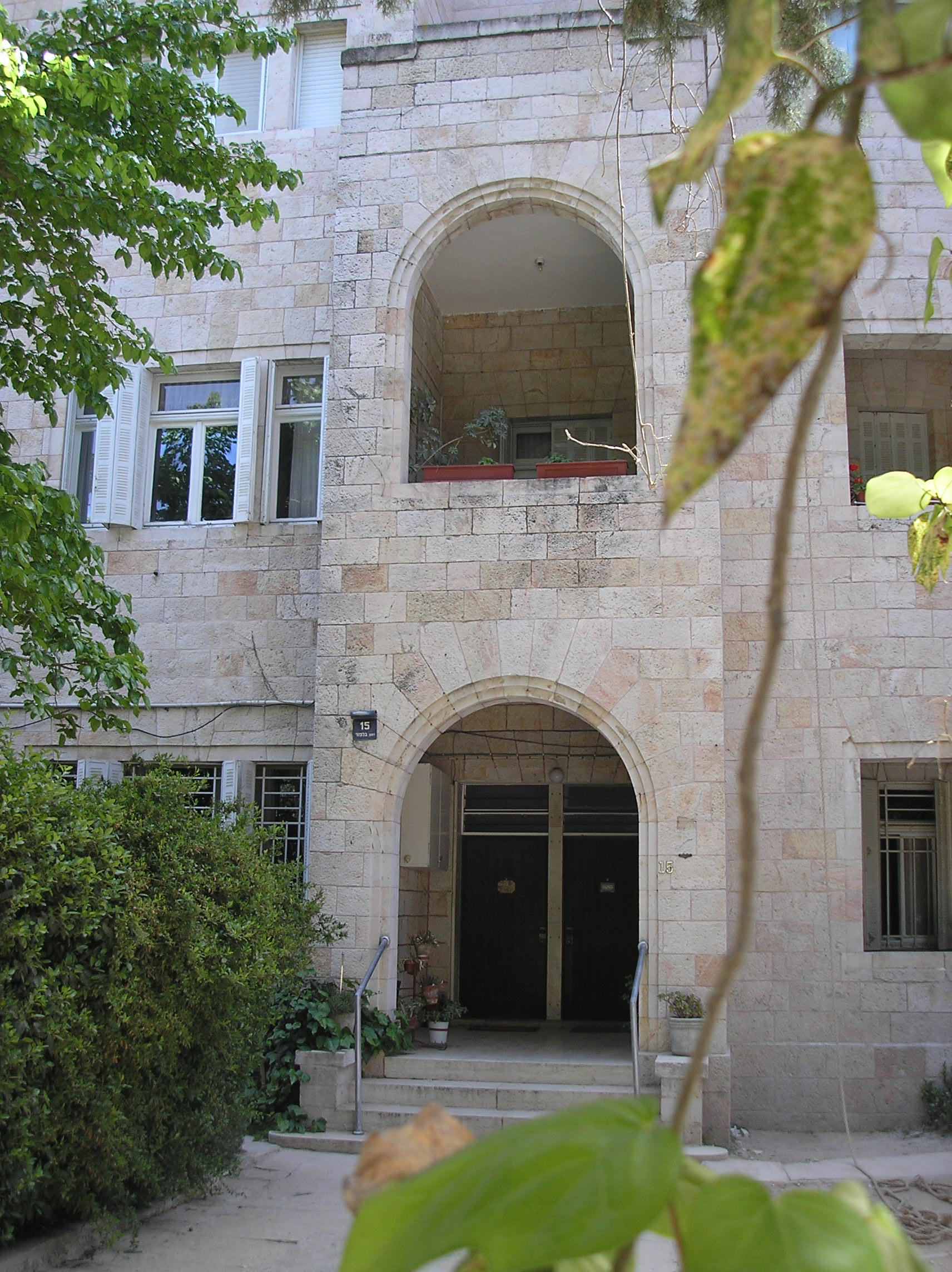
Generalkonsulat der Republik Türkei in Jerusalem

  - Masar-e Scharif (Generalkonsulat)
- Aserbaidschan
  - Baku (Botschaft, siehe Türkische Botschaft Baku)
  - Naxçıvan (Generalkonsulat)
  - Gəncə (Generalkonsulat)
- Bahrain
  - Manama (Botschaft)
- Bangladesch
  - Dhaka (Botschaft)
- Brunei
  - Bandar Seri Begawan (Botschaft)
- Volksrepublik China
  - Peking (Botschaft, siehe Türkische Botschaft Peking)
  - Chengdu  (Generalkonsulat)
  - Guangzhou  (Generalkonsulat)
  - Hongkong (Generalkonsulat)
  - Shanghai (Generalkonsulat)
- Indien
  - New Delhi (Botschaft – Amtsbezirk: Indien, Nepal und Bhutan)
  - Hyderabad (Generalkonsulat)
  - Mumbai (Generalkonsulat)
- Indonesien
  - Jakarta (Botschaft)
- Irak
  - Bagdad (Botschaft)
  - Mosul (Generalkonsulat)
  - Basra (Generalkonsulat)
  - Arbil (Generalkonsulat)
- Iran
  - Teheran (Botschaft)
  - Maschhad (Generalkonsulat)
  - Täbris (Generalkonsulat)
  - Urmia (Generalkonsulat)
- Kambodscha
  - Phnom Penh (Botschaft)
- Palästina
  - Jerusalem (Generalkonsulat – Amtsbezirk: Jerusalem, Westjordanland, Gazastreifen)
- Israel
  - Tel Aviv (Botschaft)
- Japan
  - Tokio (Botschaft)
  - Nagoya (Generalkonsulat)
- Jemen
  - Sanaa (Botschaft)
- Jordanien
  - Amman (Botschaft)
- Kasachstan
  - Astana (Botschaft, siehe Türkische Botschaft Astana)
  - Aktau (Generalkonsulat)
  - Almaty (Generalkonsulat)
- Katar
  - Doha (Botschaft)
- Kirgisistan
  - Bischkek (Botschaft)
- Nordkorea
  - Pjöngjang (Botschaft)
- Südkorea
  - Seoul (Botschaft)
- Kuwait
  - Kuwait (Botschaft)
- Laos
  - Vientiane (Botschaft)
- Libanon
  - Beirut (Botschaft)
- Malaysia
  - Kuala Lumpur (Botschaft)
- Mongolei
  - Ulaanbaatar (Botschaft)
- Myanmar
  - Naypyidaw (Botschaft)
- Oman
  - Maskat (Botschaft)
- Pakistan
  - Islamabad (Botschaft)
  - Karatschi (Generalkonsulat)
  - Lahore (Generalkonsulat)
- Philippinen
  - Manila (Botschaft)
- Saudi-Arabien
  - Riad (Botschaft)
  - Dschidda (Generalkonsulat)
- Singapur
  - Singapur (Botschaft)
- Sri Lanka
  - Colombo (Botschaft – Amtsbezirk: Sri Lanka und Malediven)
- Syrien
  - Damaskus (Botschaft)
  - Aleppo (Generalkonsulat)
- Tadschikistan
  - Duschanbe (Botschaft)
- Taiwan
  - Taipei Die türkischen Interessen werden durch das türkische Handelsbüro wahrgenommen, da die Türkei Taiwan nicht völkerrechtlich anerkannt hat.
- Thailand
  - Bangkok (Botschaft, siehe Türkische Botschaft Bangkok)
- Turkmenistan
  - Aschgabat (Botschaft)
- Usbekistan
  - Taschkent (Botschaft)
  - Samarqand (Generalkonsulat)
- Vereinigte Arabische Emirate
  - Abu Dhabi (Botschaft)
  - Dubai (Generalkonsulat)
- Vietnam
  - Hanoi (Botschaft)

## Europa
- Albanien
  - Tirana (Botschaft)
- Belarus
  - Minsk (Botschaft)
- Belgien
  - Brüssel (Botschaft)
  - Brüssel (Generalkonsulat)
  - Antwerpen (Generalkonsulat)
- Bosnien und Herzegowina
  - Sarajevo (Botschaft)
  - Banja Luka (Generalkonsulat)
  - Mostar (Generalkonsulat)
- Bulgarien
  - Sofia (Botschaft)
  - Burgas (Generalkonsulat)
  - Plowdiw (Generalkonsulat)
- Dänemark
  - Kopenhagen (Botschaft)
- Deutschland

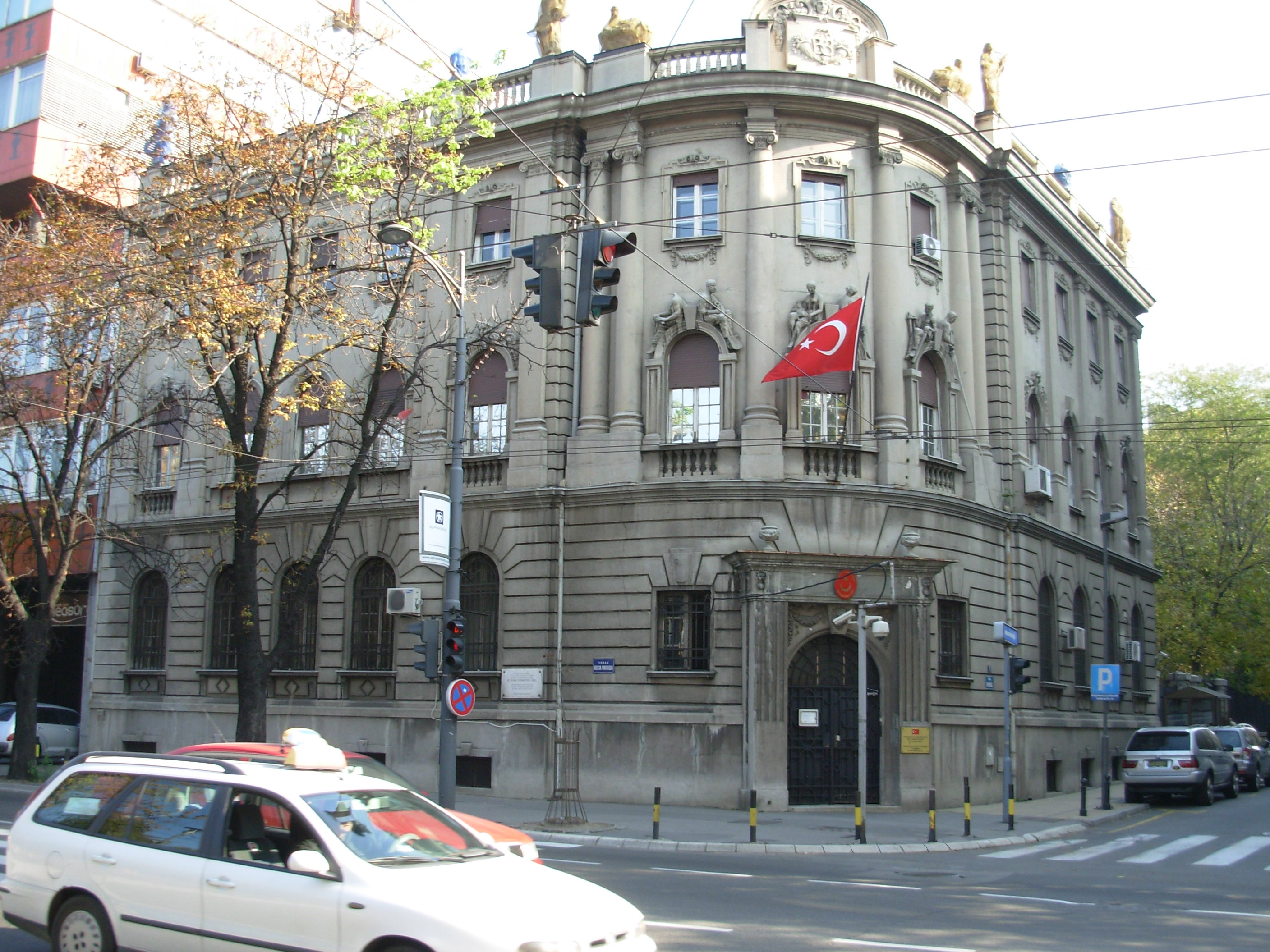
Botschaft der Republik Türkei in Belgrad

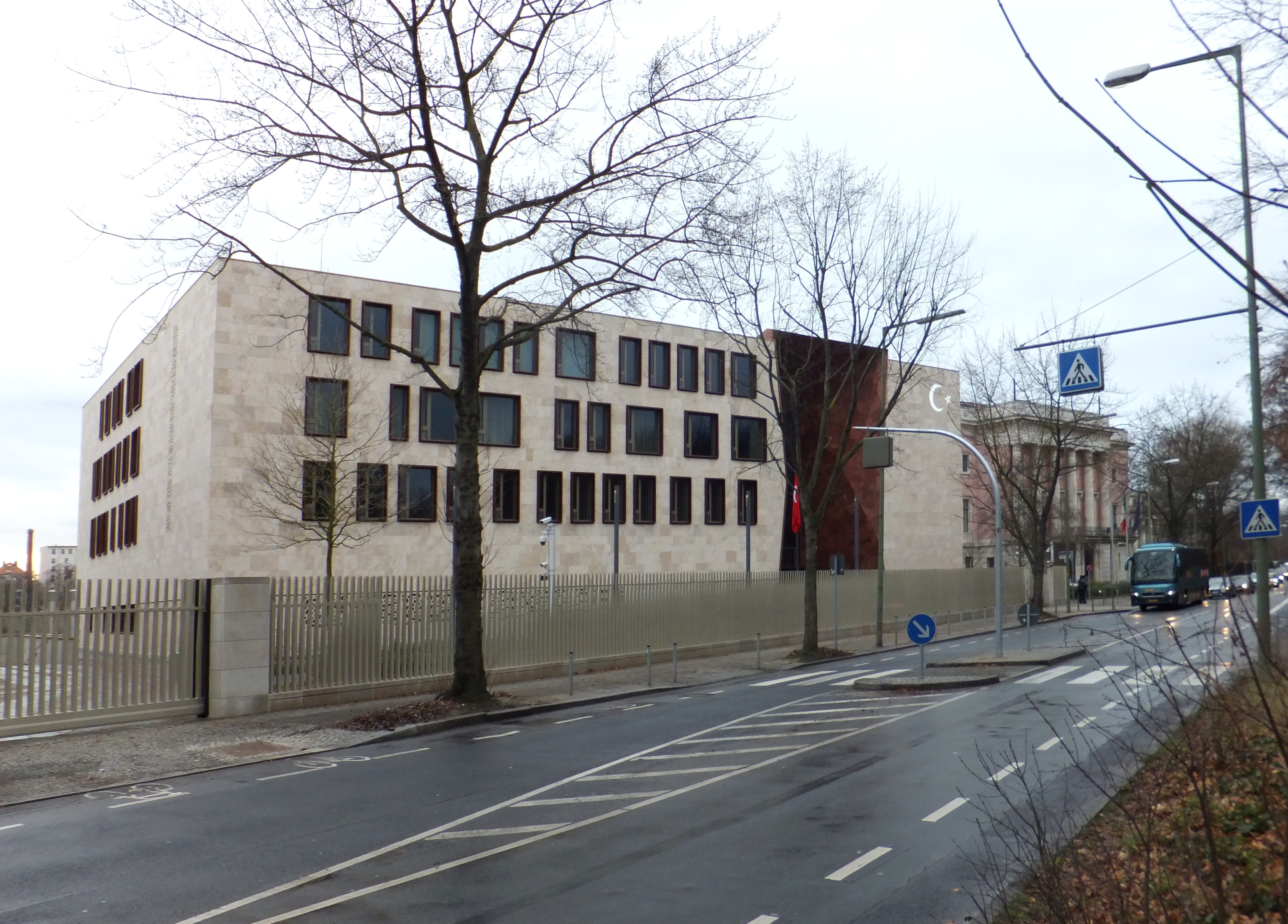
Botschaft der Republik Türkei in Berlin

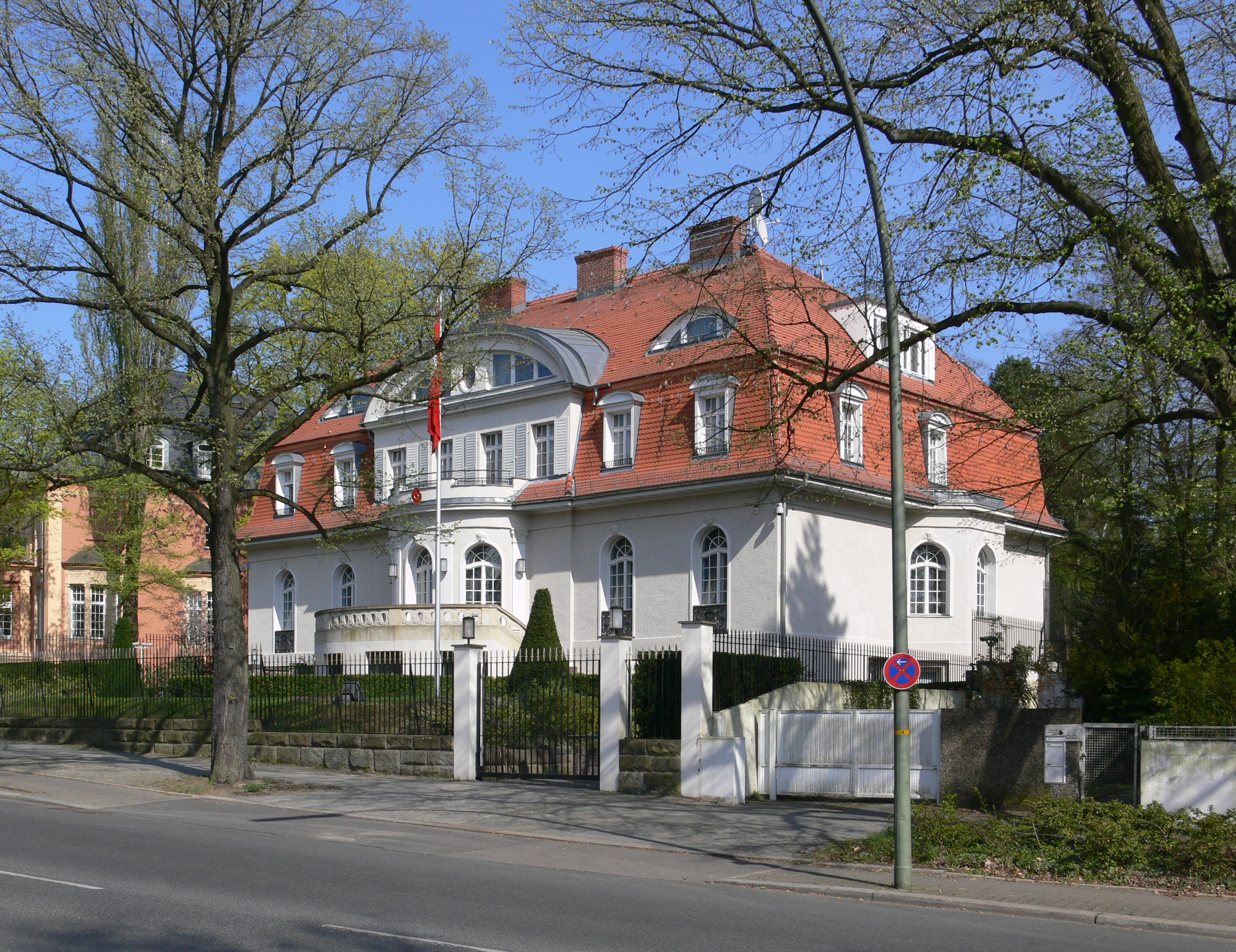
Residenz des Botschafters in Berlin-Grunewald

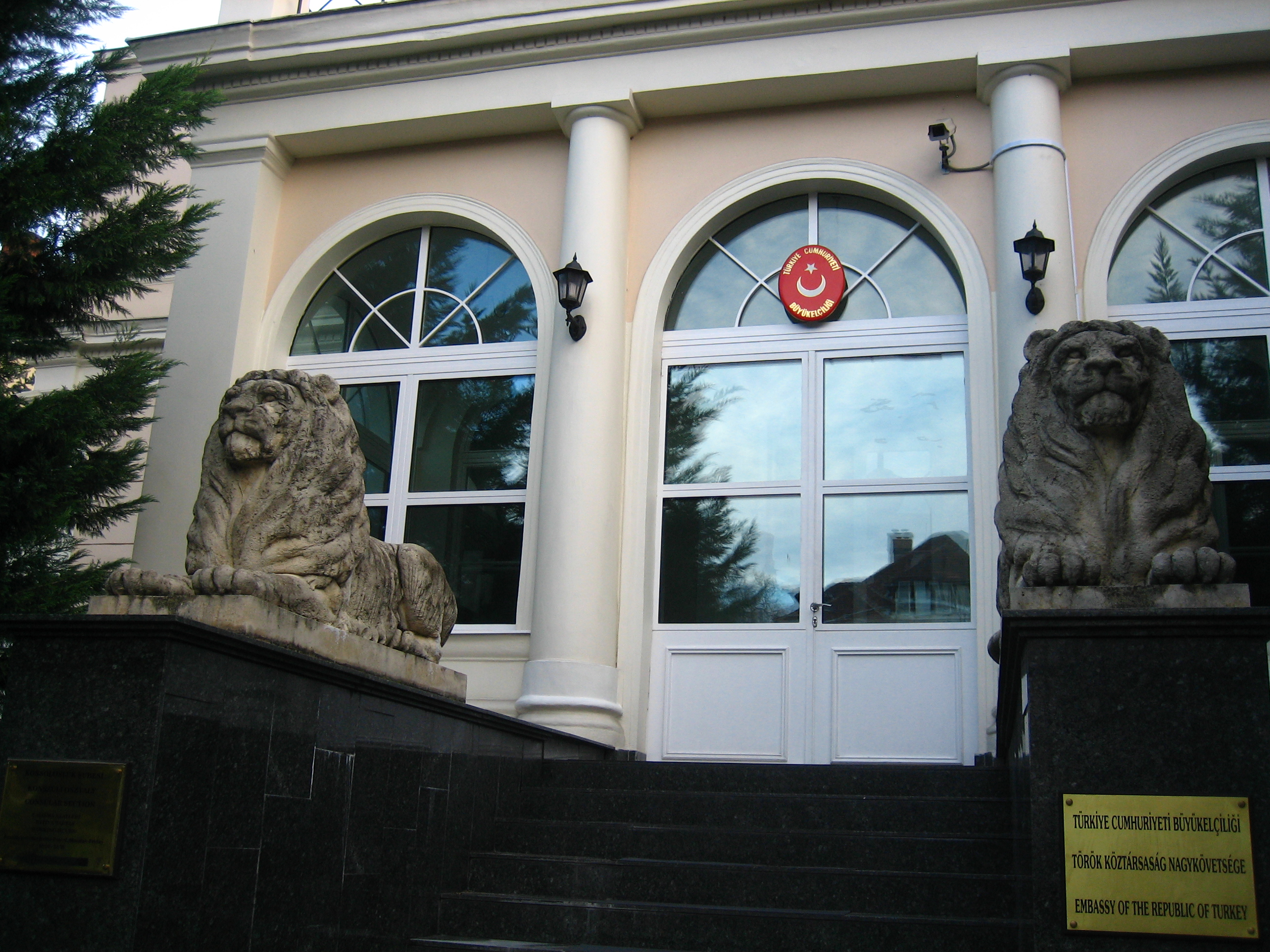
Botschaft der Republik Türkei in Budapest

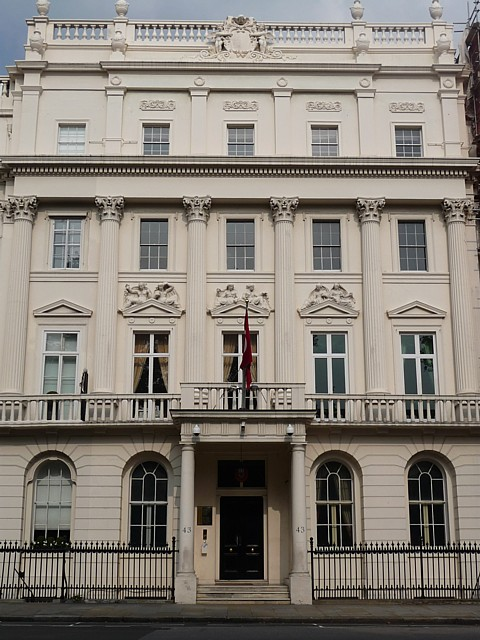
Botschaft der Republik Türkei in London

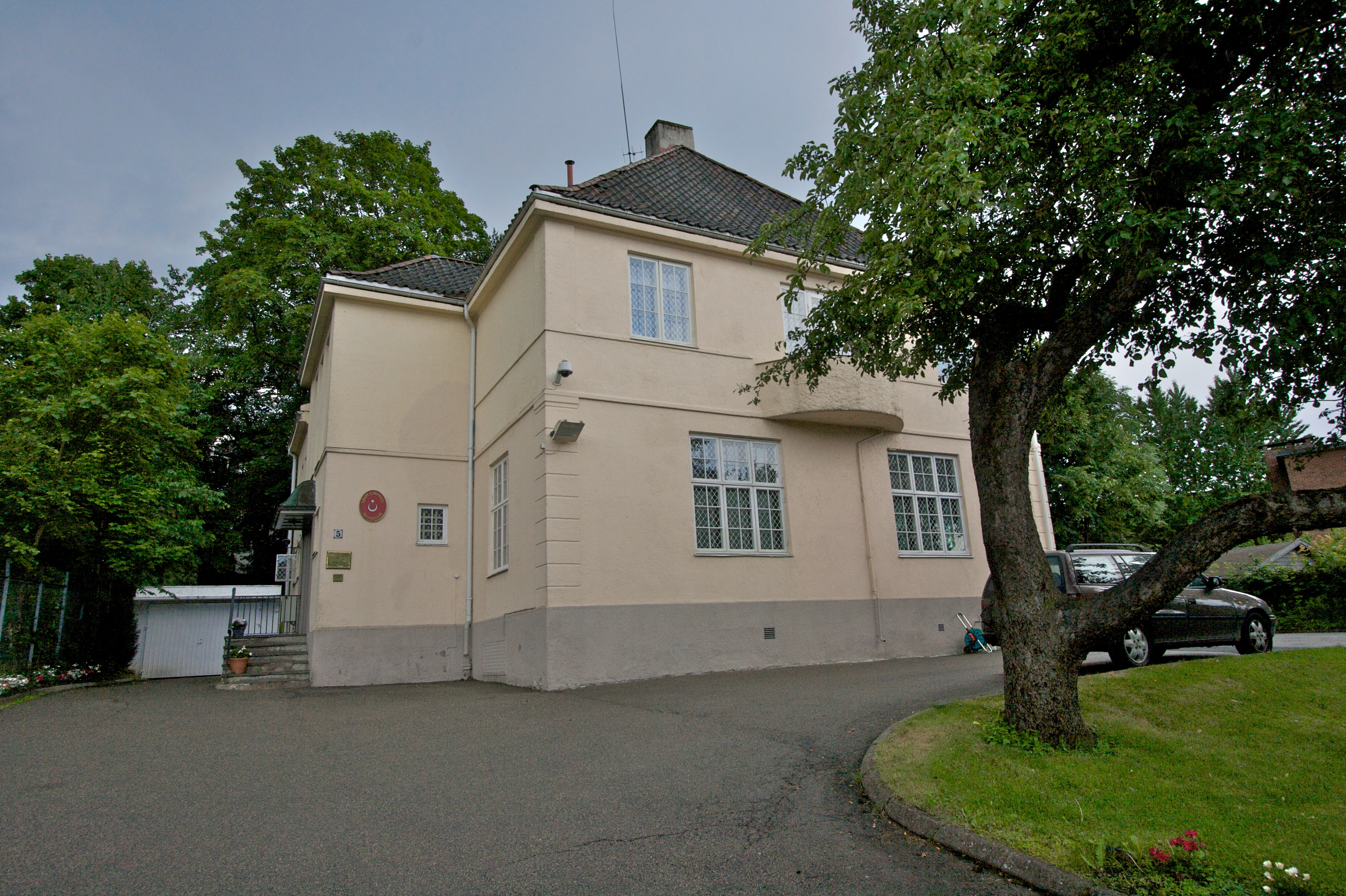
Botschaft der Republik Türkei in Oslo

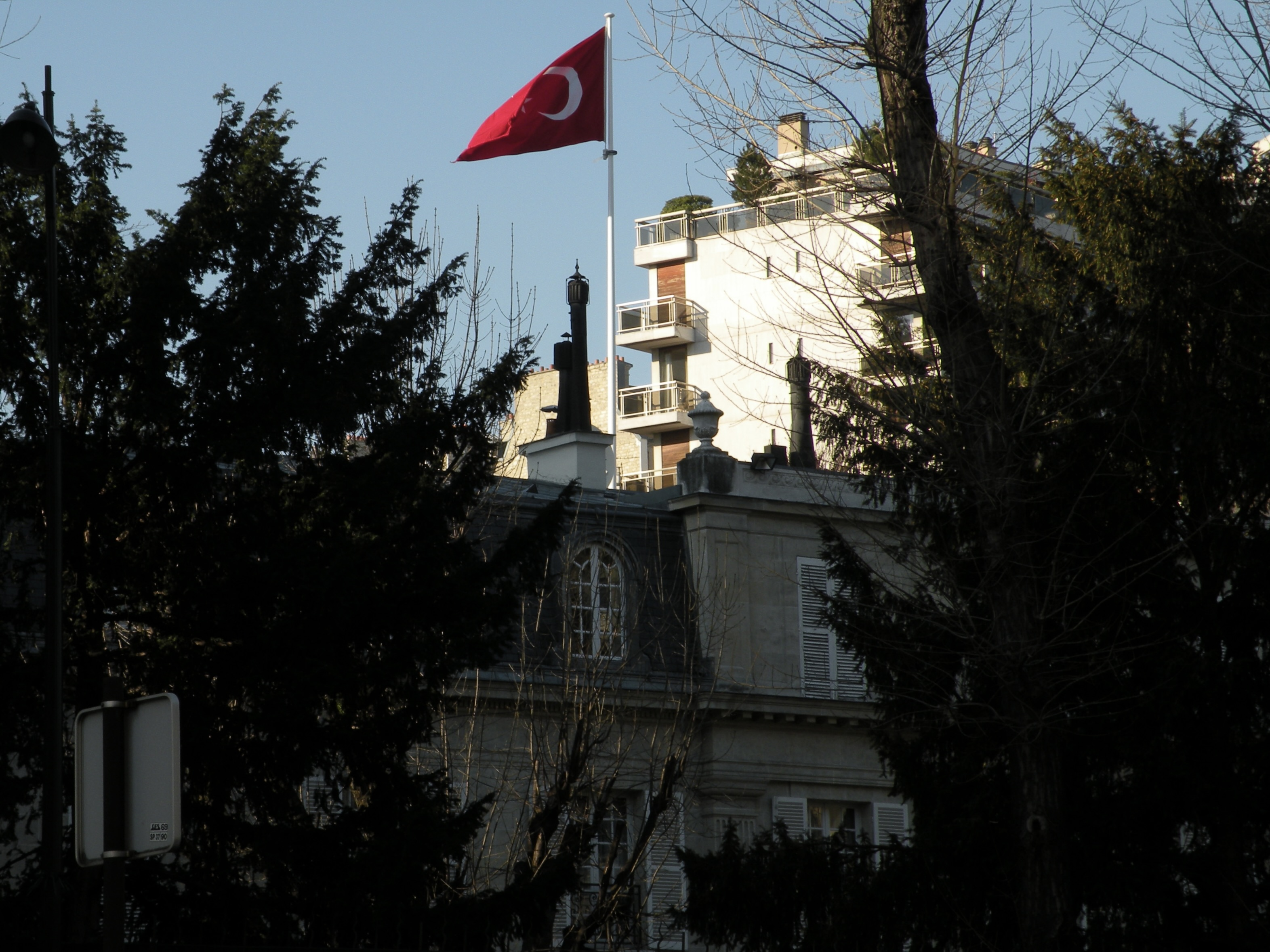
Botschaft der Republik Türkei in Paris

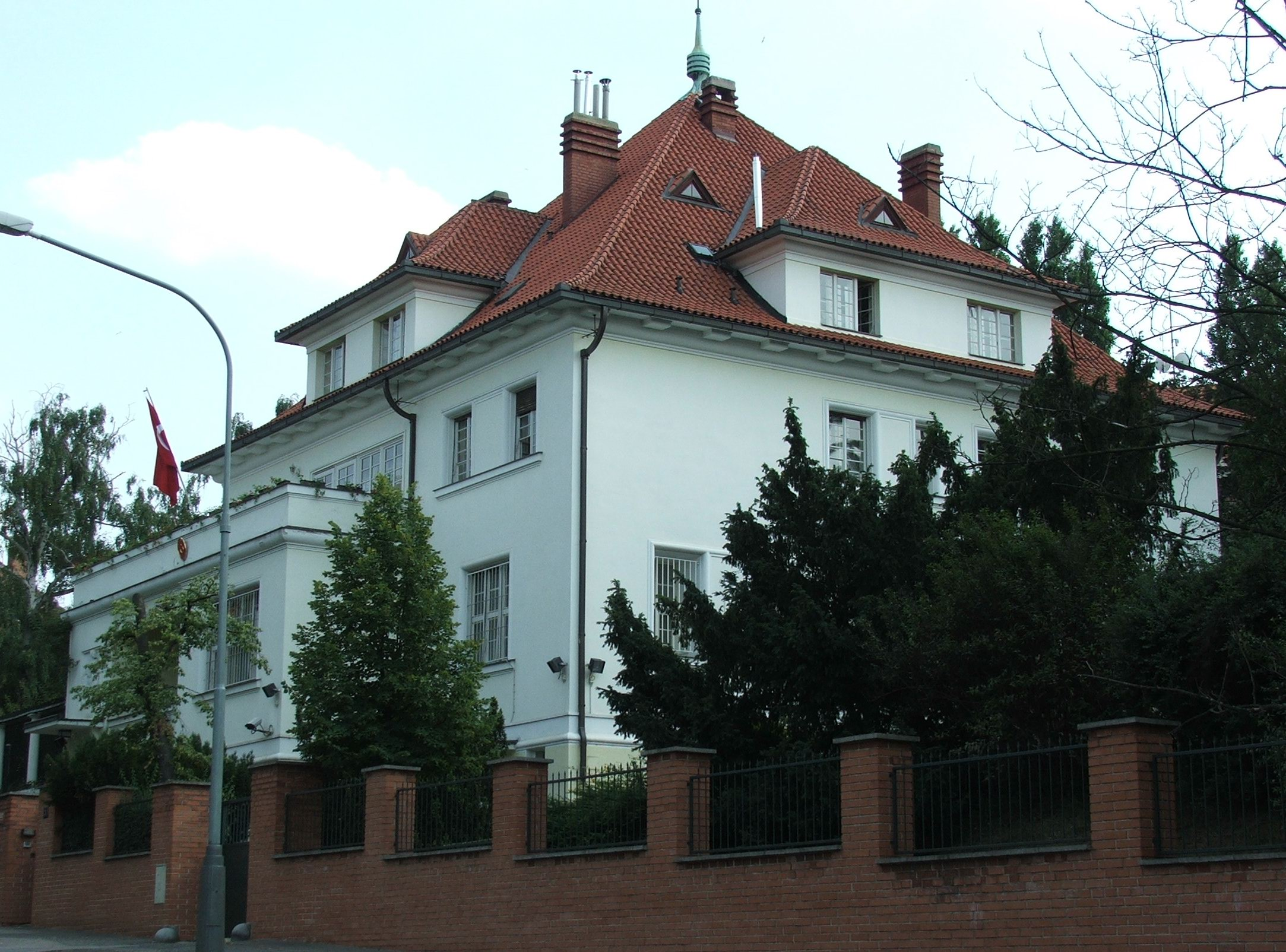
Botschaft der Republik Türkei in Prag

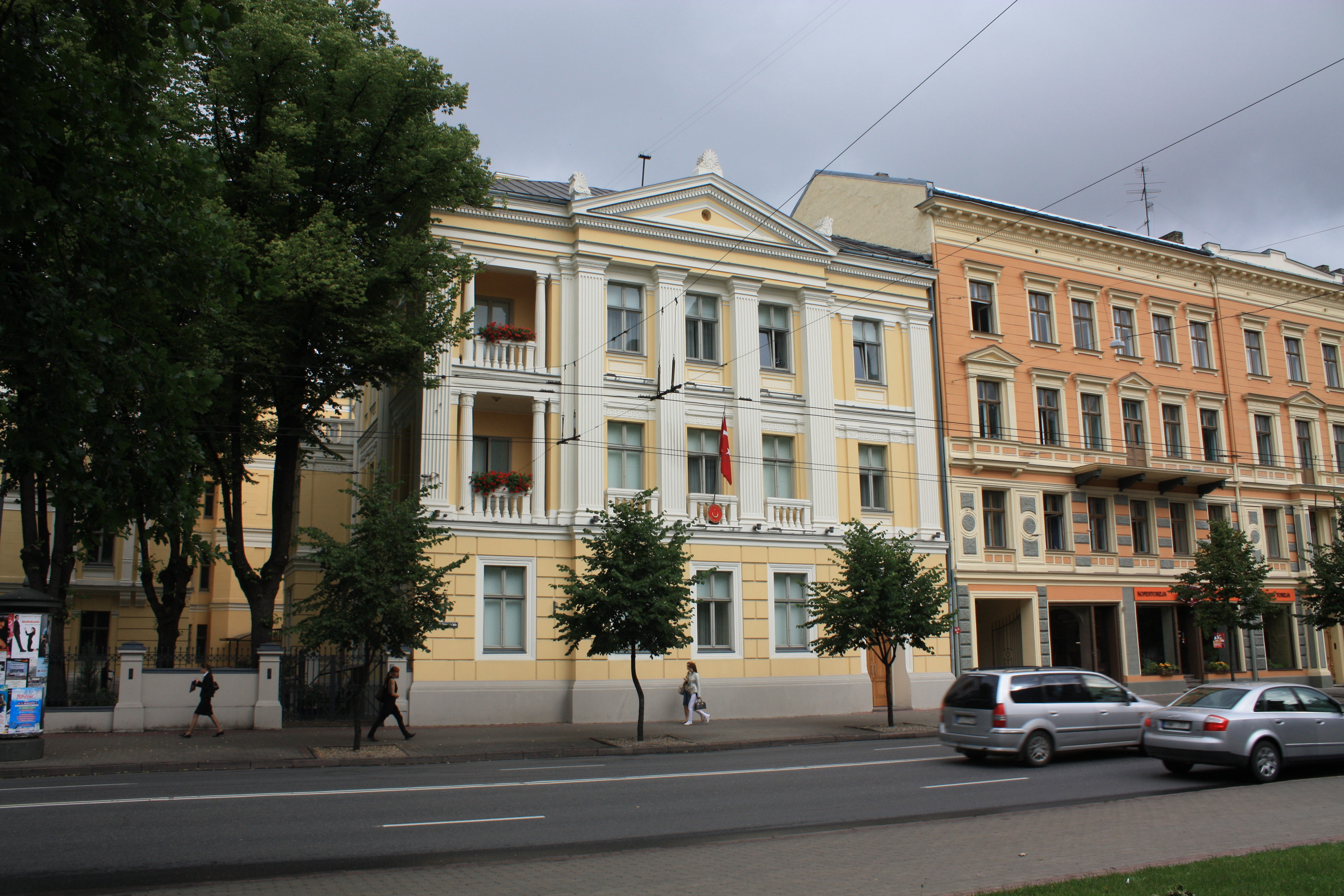
Botschaft der Republik Türkei in Riga

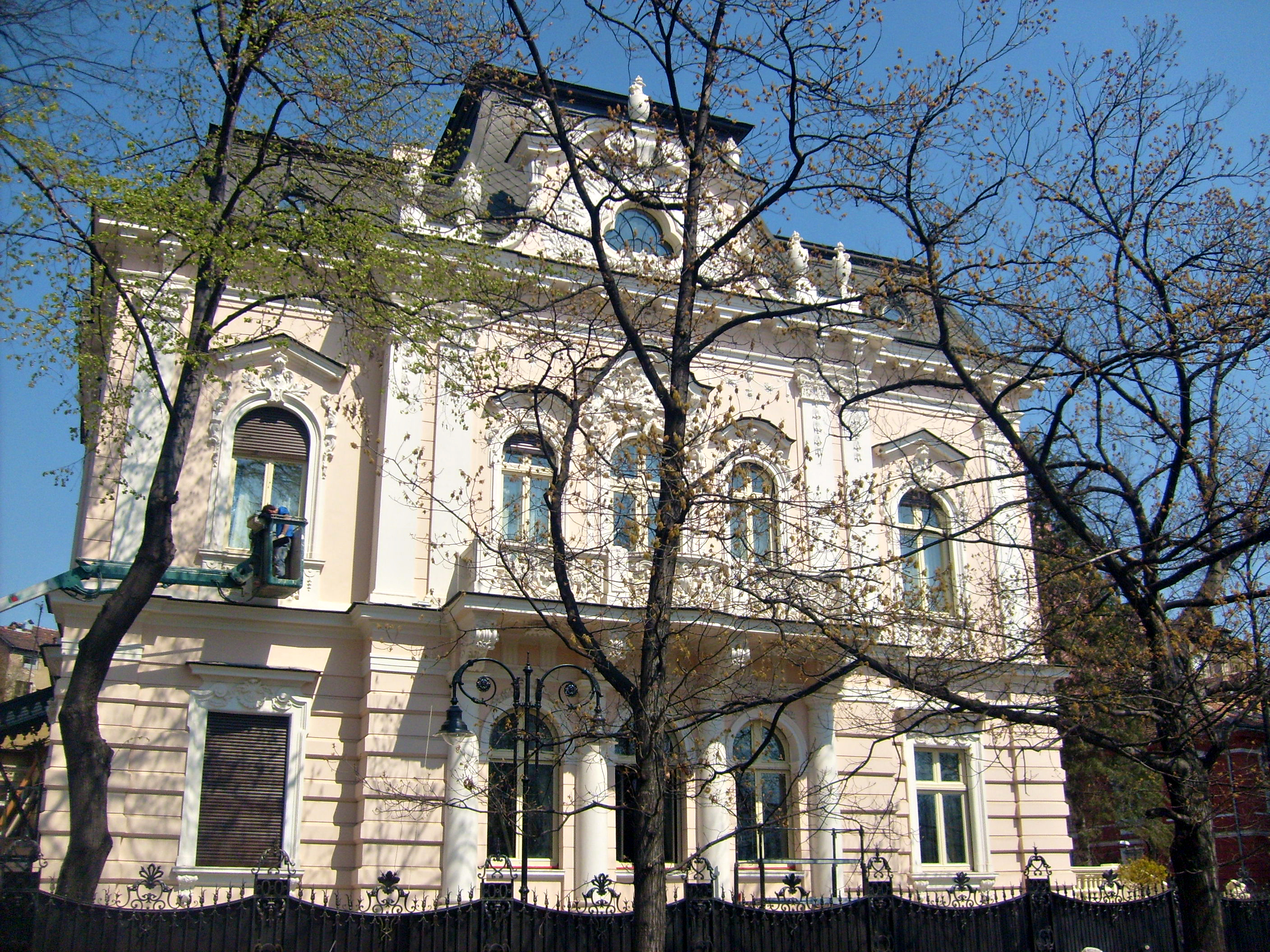
Botschaft der Republik Türkei in Sofia

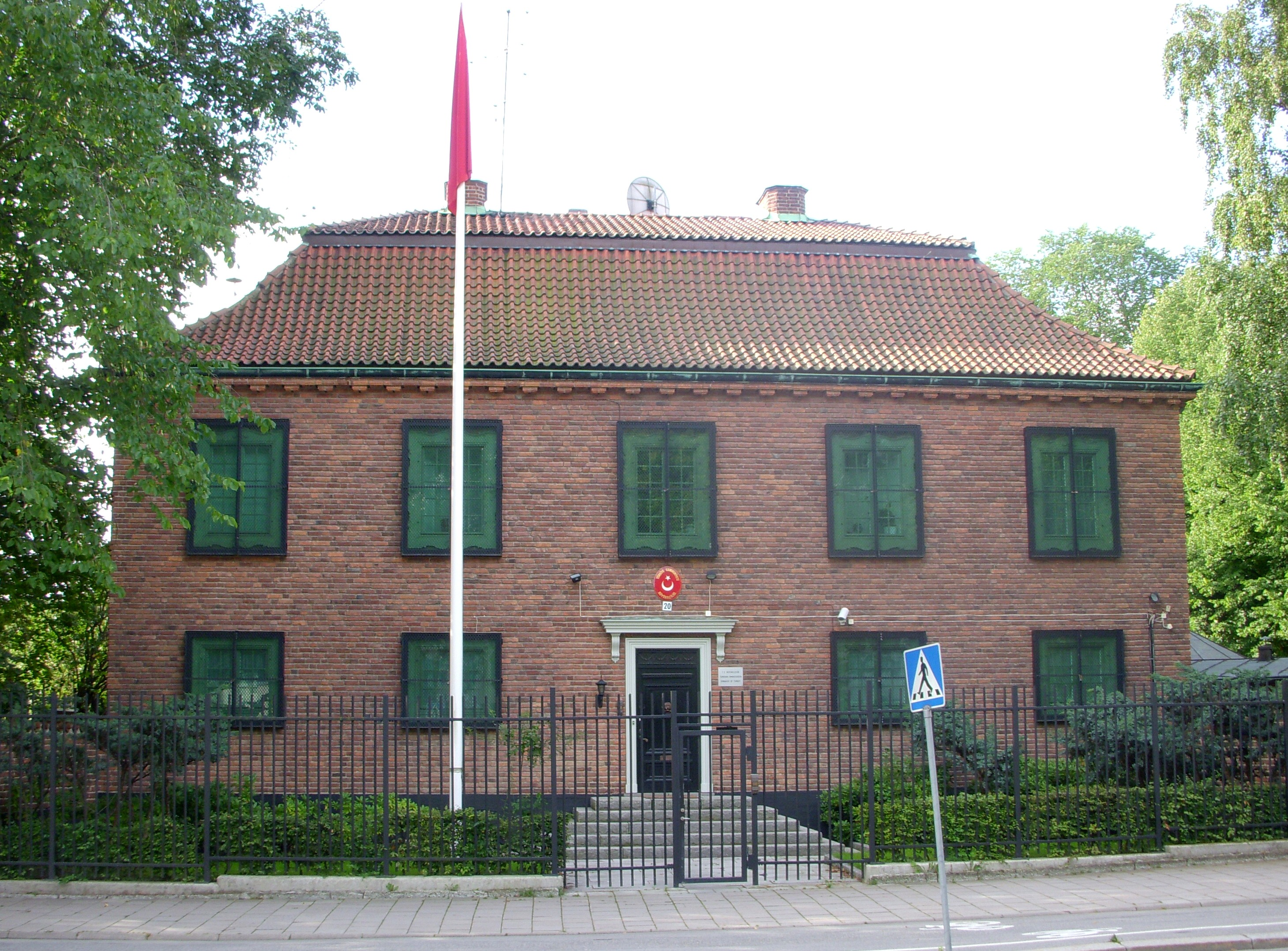
Botschaft der Republik Türkei in Stockholm

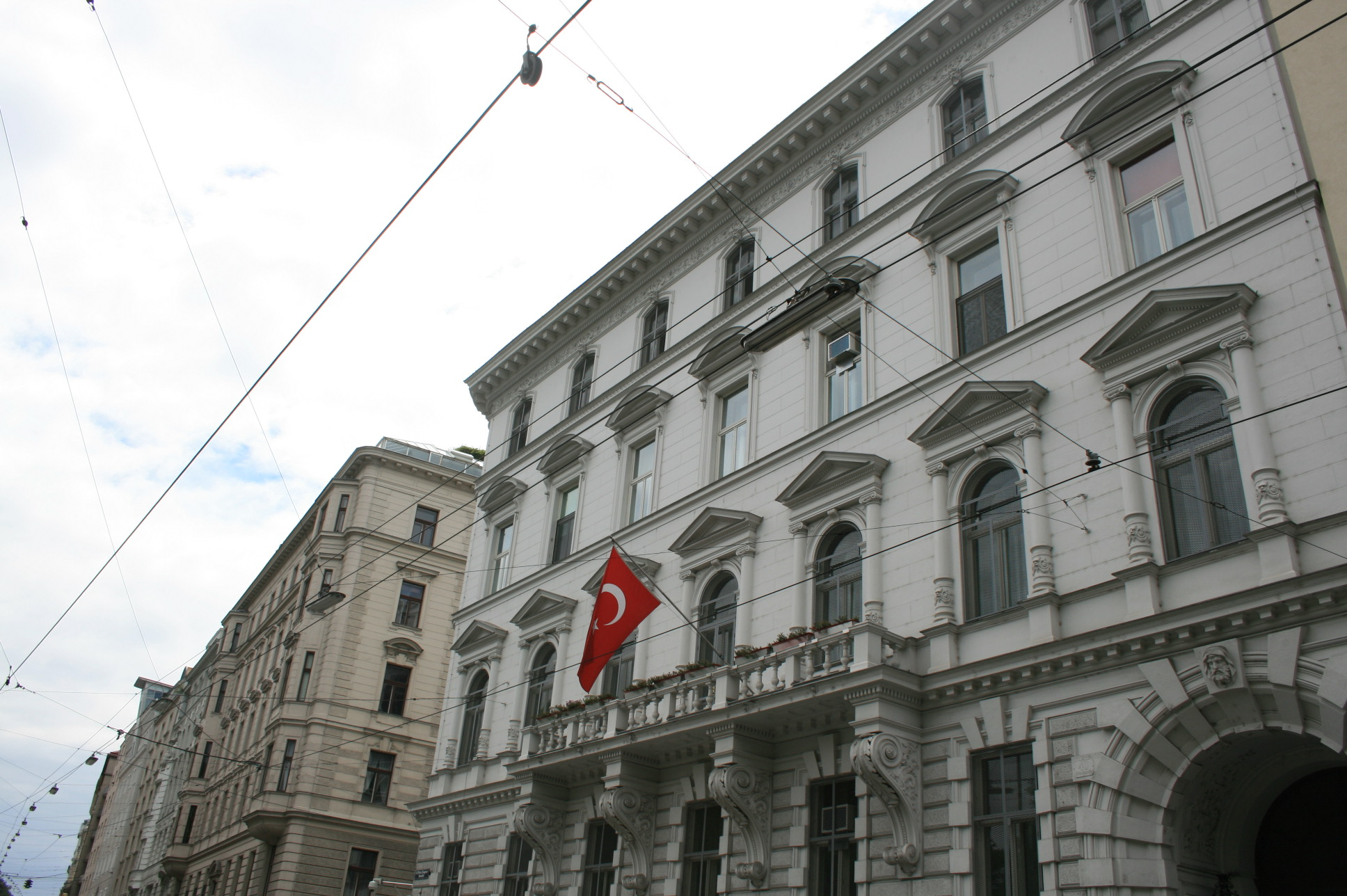
Botschaft der Republik Türkei in Wien

  - Berlin (Botschaft, siehe Türkische Botschaft Berlin)
  - Berlin (Generalkonsulat – Amtsbezirk: Berlin, Brandenburg, Mecklenburg, Vorpommern, Sachsen)
  - Düsseldorf (Generalkonsulat – Amtsbezirk: Düsseldorf, Duisburg, Kleve, Krefeld, Mettmann, Mönchengladbach, Neuss, Oberhausen, Remscheid, Solingen, Viersen, Wesel, Wuppertal)
  - Essen (Generalkonsulat)
  - Frankfurt am Main (Generalkonsulat)
  - Hamburg (Generalkonsulat)
  - Hannover (Generalkonsulat)
  - Karlsruhe (Generalkonsulat)
  - Köln (Generalkonsulat)
  - Mainz (Generalkonsulat)
  - München (Generalkonsulat)
  - Münster (Generalkonsulat)
  - Nürnberg (Generalkonsulat)
  - Stuttgart (Generalkonsulat)
- Estland
  - Tallinn (Botschaft)
- Finnland
  - Helsinki (Botschaft, siehe Türkische Botschaft Helsinki)
- Frankreich
  - Paris (Botschaft)
  - Paris (Generalkonsulat)
  - Lyon (Generalkonsulat)
  - Marseille (Generalkonsulat)
  - Straßburg (Generalkonsulat)
  - Bordeaux (Generalkonsulat)
  - Nantes (Generalkonsulat)
- Georgien
  - Tiflis (Botschaft)
  - Batumi (Generalkonsulat)
- Griechenland
  - Athen (Botschaft, siehe Türkische Botschaft Athen)
  - Thessaloniki (Generalkonsulat)
  - Piräus (Generalkonsulat)
  - Komotini (Generalkonsulat)
  - Rhodos (Generalkonsulat)
- Vereinigtes Königreich
  - London (Botschaft, siehe Türkische Botschaft London – Amtsbezirk: Nordirland, Isle of Man, Bailiwick of Jersey und Bailiwick of Guernsey)
  - London (Generalkonsulat)
  - Edinburgh (Generalkonsulat)
  - Manchester (Generalkonsulat)
- Irland
  - Dublin (Botschaft)
- Italien
  - Rom (Botschaft, auch zuständig für San Marino und Malta)
  - Mailand (Generalkonsulat)
- Kosovo
  - Priština (Botschaft)
- Kroatien
  - Zagreb (Botschaft)
- Lettland
  - Riga (Botschaft)
- Litauen
  - Wilna (Botschaft)
- Luxemburg
  - Luxemburg (Botschaft)
- Malta
  - Valletta (Botschaft)
- Nordmazedonien
  - Skopje (Botschaft)
- Moldau (Republik Moldau)
  - Chișinău (Botschaft)
- Niederlande
  - Den Haag (Botschaft)
  - Amsterdam (Generalkonsulat)
  - Deventer (Generalkonsulat)
  - Rotterdam (Generalkonsulat)
- Norwegen
  - Oslo (Botschaft, siehe Türkische Botschaft Oslo)
- Österreich
  - Wien (Botschaft, siehe Türkische Botschaft Wien)
  - Wien (Generalkonsulat)
  - Bregenz (Generalkonsulat)
  - Salzburg (Generalkonsulat)
- Polen
  - Warschau (Botschaft)
- Portugal
  - Lissabon (Botschaft)
- Rumänien
  - Bukarest (Botschaft)
  - Constanța (Generalkonsulat)
- Russland
  - Moskau (Botschaft, siehe Türkische Botschaft Moskau)
  - Kasan (Generalkonsulat)
  - Sankt Petersburg (Generalkonsulat)
  - Nowosibirsk (Generalkonsulat)
- Schweden
  - Stockholm (Botschaft)
- Schweiz
  - Bern (Botschaft, siehe Türkische Botschaft Bern)
  - Genf (Generalkonsulat)
  - Zürich (Generalkonsulat)
- Serbien
  - Belgrad (Botschaft, siehe Türkische Botschaft Belgrad)
  - Yeni Pazar (Generalkonsulat)
- Slowakei
  - Bratislava (Botschaft, siehe Türkische Botschaft Bratislava)
- Slowenien
  - Ljubljana (Botschaft)
- Spanien
  - Madrid (Botschaft)
  - Barcelona (Generalkonsulat)
- Tschechien
  - Prag (Botschaft, siehe Türkische Botschaft Prag)
- Türkische Republik Nordzypern
  - Nord-Nikosia (Botschaft, siehe Türkische Botschaft Nord-Nikosia)
- Ukraine
  - Kiew (Botschaft)
  - Odessa (Generalkonsulat)
- Ungarn
  - Budapest (Botschaft)
- Vatikanstadt
  - Vatikanstadt (Botschaft)

## Ozeanien
- Australien

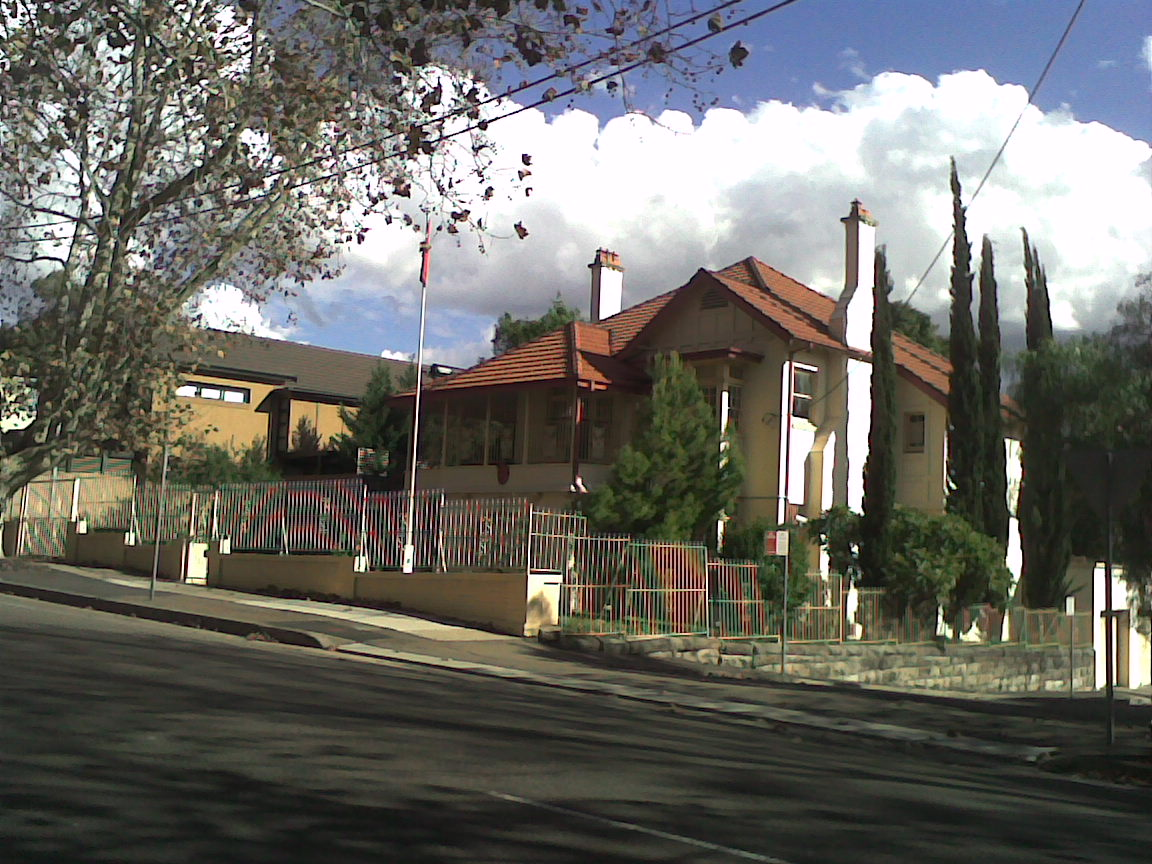
Generalkonsulat der Republik Türkei in Sydney

  - Canberra (Botschaft) – Amtsbereich: Nauru, Papua-Neuguinea, Salomonen, Vanuatu, Kiribati und Marshallinseln
  - Melbourne (Generalkonsulat)
  - Sydney (Generalkonsulat)
- Neuseeland
  - Wellington (Botschaft) – Amtsbezirk: Neuseeland, Fidschi, Samoa, Tonga und Tuvalu

## Ständige Vertretungen bei internationalen Organisationen
- Europäische Union
  - Brüssel
- Europarat
  - Straßburg
- HABITAT
  - Nairobi
- UNO und Unterorganisationen
  - New York
  - Genf
  - Wien
  - Rom (IFAD, WFP und FAO)
- NATO
  - Brüssel
- OSZE
  - Wien
- OECD
  - Paris
- UNEP
  - Nairobi